# Chejudocythere
Chejudocythere is een geslacht van kreeftachtigen uit de klasse van de Ostracoda (mosselkreeftjes).

## Soorten
- Chejudocythere higashikawai Ishizaki, 1981
- Chejudocythere subtriangulata Hao (Yi-Chun) in Ruan & Hao (Yi-Chun), 1988
- Chejudocythere tenuis Yasuhara, Okahashi & Cronin, 2009
- Chejudocythere vandenboldi (Aiello & Szczechura, 2001)